# Yahya Sinwar
Yahya Sinwar (àrab: يحيى إبراهيم حسن السنوار)  (camp de Khan Yunis, 29 d'octubre de 1962 - Tel al-Sultan, 16 d'octubre de 2024) va ser un polític palestí que va exercir de líder de Hamàs a la Franja de Gaza, després d'haver agafat el relleu a Ismail Haniyeh el febrer del 2017. Va ser un dels cofundadors del dispositiu de seguretat de Hamàs i va arribar a ser la figura més poderosa dins de l'organització.
El setembre de 2015, Sinwar va ser considerat «terrorista» pel govern dels Estats Units d'Amèrica, i Hamàs i les Brigades Izz ad-Din al-Qassam van ser designades «organitzacions terroristes» pels Estats Units i altres països i organitzacions afins. El dimarts 6 d'agost de 2024 Hamàs anuncià que Yahya Sinwar fou designat com a líder màxim de l'organització, prenent el relleu d'Ismaïl Haniyeh, una setmana després del seu assassinat.

## Biografia
Sinwar va néixer amb el nom de Yahya Ibrahim Hassan Sinwar el 1962, en un camp de refugiats de Khan Yunis, fil d'uns pares que s'havien vist obligats a fugir arran de la Nakba. Després de graduar-se a l'escola secundària, va passar a la Universitat Islàmica de Gaza on es va llicenciar en Estudis Àrabs.
Sinwar va ser detingut per primera vegada el 1982 per activitats insurgents i va passar diversos mesos a la presó de Far'a, on va conèixer altres activistes palestins com Salah Shehadeh i es va dedicar a la causa palestina. Detingut de nou el 1985, després de la seva llibertat, amb Rawhi Mushtaha va cofundar l'organització de seguretat Munazzamat al Jihad w'al-Dawa (Majd), que treballava, entre altres tasques, per identificar els espies israelians en el moviment palestí, i que el 1987 es va convertir en la «policia» de Hamàs.
El 1988, va dissenyar el segrest i la mort de dos soldats israelians, va ser arrestat, condemnat per assassinat i sentenciat el 1989 a quatre cadenes perpètues. Va intentar escapar-se diverses vegades sense èxit. Sinwar va complir 23 anys de la seva condemna abans de ser alliberat el 2011 i repatriat a la Franja de Gaza com a part de l'intercanvi de presoners pel soldat israelià Gilad Shalit.
El febrer de 2017, Sinwar va ser elegit cap de Hamàs a la Franja de Gaza, prenent el relleu d'Ismail Haniyeh. Al març va establir un comitè administratiu controlat per Hamàs per a la Franja de Gaza, cosa que significava l'oposició a qualsevol repartiment de poder amb l'Autoritat Nacional Palestina de Ramal·lah. Sinwar rebutjava qualsevol reconciliació amb Israel i demanava als militants que capturessin més soldats israelians com a única manera d'alliberar presoners. El setembre del 2017 va començar una nova ronda de negociacions amb l'Autoritat Nacional Palestina a Egipte i va acordar dissoldre el comitè administratiu de Hamàs per a Gaza.
El 16 de maig de 2018, en un inesperat anunci a Al Jazeera, Sinwar va afirmar que Hamàs exerciria la «resistència popular i pacífica» obrint la possibilitat que Hamàs poguès tenir un paper en les negociacions amb Israel. Una setmana abans havia animat la població de Gaza a trencar el bloqueig israelià, afirmant que «preferim morir com a màrtirs que morir per l'opressió i la humiliació», i afegint que «estem preparats per morir i desenes de milers moriran amb nosaltres».
Al març de 2021 va ser elegit per a un segon mandat de quatre anys com a cap de Hamàs a Gaza en unes eleccions celebrades en secret. El 15 de maig de 2021 es va informar que un atac aeri israelià va atacat la seva casa sense que hi hagués detalls immediats sobre morts o ferits. L'atac va tenir lloc a Khan Yunis enmig de la tensió creixent entre Israel i Palestina. El 2022, Hamàs va produir una sèrie de televisió anomenada Fist of the Free, que mostrava els seus militants assaltant Israel en massa. Sinwar va lliurar premis a tots els participants en una cerimònia pública, elogiant en un discurs la precisió de la sèrie i afirmant que el seu treball era «part integrant del que estem preparant».
Fou el cervell de l'Operació Inundació d'Al-Aqsa que el 7 d'octubre de 2023 es va saldar amb uns 1.200 morts i 250 segrestats en terres israelianes que va desencadenar la Guerra entre Israel i Gaza de 2023.
El 20 de maig de 2024 Karim Khan, fiscal del Tribunal Penal Internacional va demana ordres de detenció per a Yahya Sinwar, el líder de les Brigades Izz ad-Din al-Qassam Mohammed Deif i Ismail Haniyeh, líder polític de Hamàs, així com també pel primer ministre israelià Binyamín Netanyahu i el ministre de Defensa d'Israel, Yoav Gallant, acusats de crims de guerra i crims contra la humanitat pels atacs del 7 d'octubre a Israel i la posterior guerra a Gaza. Després de la mort d’Ismail Haniyeh el 31 de juliol de 2024 a Teheran per un atac aeri israelià Sinwar es va convertir en el membre més poderós de Hamàs.
Va morir en combat amb les tropes israelianes el 17 d'octubre a Tel al-Sultan.